# УСТ Хортиця (Райтерсайх)
УСТ «Хортиця» (Українське Спортове Товариство «Хортиця») — українське спортивне товариство з німецького поселення Райтерсайх.
Засноване 21 серпня 1946 року в українському таборі переміщених осіб (800 осіб, 50 членів товариства) у поселенні  Райтерсайх біля Нюрнберга. Головою УСТ був один із його засновників Ярослав Росола.
Діючі секції: футбол, волейбол чоловіків, настільний теніс, легка атлетика і шахи. Лише футбольна команда змагалася в обласній лізі.
4 червня 1947 року «Хортиця» об’єдналася зі «Степом» (Ерлянген). У вересні 1947 року, після повернення з Бельгії Я. Росоли, загальні збори вирішили скасувати об’єднання й провадити надалі самостійну спортивну роботу. Вибрана управа з Я. Росолою як головою, однак, не відновила праці. Рада фізичної культури 15 березня 1948 року виключила це товариство зі своїх членів як недіяльне.